# Tain (Fluss)
Der Tain ist ein Fluss im Distrikt Zanzan der Elfenbeinküste und der Bono Region in Ghana. 

## Verlauf
Er beginnt nordöstlich Bondoukou in der Elfenbeinküste und fließt in einem weiten Bogen zunächst von Norden nach Südosten. In der Nähe der Stadt Wenchi knickt der Flussverlauf, um direkt nach Norden zum Schwarzen Volta zu fließen, in den der Tain etwas südlich der Bui-Staustufe mündet.

## Hydrometrie
Durchschnittliche monatliche Durchströmung des Tain gemessen an der hydrologischen Station bei Tainso, bei etwa der Hälfte des Einzugsgebietes, in m³/s.